# Torje Seljeset
Torje Seljeset (geboren am 28. Januar 2005) ist ein norwegischer Nordischer Kombinierer.

## Werdegang
Torje Seljeset trat ab 2018 im Nachwuchsbereich in ersten Wettbewerben, die von der Fédération Internationale de Ski organisiert wurden, an.
Für Norwegen nahm er einige Jahre später an den Nordischen Junioren-Skiweltmeisterschaften 2022 im polnischen Zakopane teil, wo er gemeinsam mit Per Skjæret Strømhaug, Sebastian Østvold und Eidar Johan Strøm die Silbermedaille im Teamwettkampf gewann.
Am 16. Dezember 2022 gab er im Rahmen der Saison 2022/23 bei einem Massenstart im finnischen Kuusamo sein Debüt im Continental Cup der Nordischen Kombination. Mit dem achten Platz gewann Seljeset hierbei auf Anhieb erste Wertungspunkte.
Bei den Nordischen Junioren-Skiweltmeisterschaften 2023 im kanadischen Whistler kam er im Einzelwettkampf in der Gundersen-Methode zum Einsatz und wurde Neunter. Im Teamwettkampf gewann er zusammen mit Jens Dahlseide Kvamme, Eidar Johan Strøm und Andreas Ottesen wie im Vorjahr die Silbermedaille.
Den Continental Cup 2022/23 schloss er auf dem 20. Platz der Gesamtwertung ab, nachdem er sich am 4. März 2023 als Dritter bei einem Teamwettkampf in Eisenerz an der Seite von Ingrid Låte, Hanna Midtsundstad und Per Skjæret Strømhaug zum ersten Mal in dieser Wettbewerbsserie auf dem Podium hatte platzieren können.
Nachdem sich mehrere norwegische Athleten im Vorfeld an COVID-19 erkrankt waren, wurde Seljeset im Winter 2023/24 für den Weltcup in Lillehammer nachnominiert und sollte so am 2. Dezember 2023 sein Debüt im Weltcup der Nordischen Kombination geben. Jedoch wurde er noch vor dem Sprungdurchgang aufgrund einer nicht regelkonformen Ausrüstung aus der Wertung genommen. Am darauffolgenden Tag holte er seinen Einstand im Weltcup an derselben Stelle mit einem 36. Platz nach. Er lag am Saisonende auf dem 67. Platz im Gesamtweltcup.
Im Continental Cup der Nordischen Kombination 2023/24 erlangte Seljeset am 16. Dezember 2023 bei einem Gundersen-Einzelwettbewerb in Kuusamo als Dritter hinter den Österreichern Mario Seidl und Manuel Einkemmer seine erste Podiumsplatzierung im Continental Cup bei einem Individualwettkampf. Im Gesamt-Continental-Cup dieser Saison belegte er den 23. Rang. Darüber hinaus war er Teilnehmer bei den Nordischen Junioren-Skiweltmeisterschaften 2024 im slowenischen Planica, wo er im Einzelwettbewerb der Junioren den zwölften Platz erreichte.

## Statistik

### Weltcup-Platzierungen
| Saison  | Platz | Punkte |
| ------- | ----- | ------ |
| 2023/24 | 67.   | 005    |

### Continental-Cup-Platzierungen
| Saison  | Platz | Punkte |
| ------- | ----- | ------ |
| 2022/23 | 20.   | 155    |
| 2023/24 | 23.   | 471    |